# 张献奎
张献奎（1916年—1999年8月7日），山西省忻县人。中华人民共和国军事将领、中国人民解放军少将。

## 生平
1936年，参加山西牺盟会，次年加入中国共产党。抗日战争时期，任山西青年抗敌决死队第十总队连政治指导员、营政治教导员、第十总队政训处代主任，八路军晋西北军区第八军分区五团政训处主任，晋绥军区第八军分区五支队政治委员、第六支队支队长。第二次国共内战时期，任吕梁军区独立十二团团长，西北野战军第二纵队独立四旅十二团团长，第一野战军二军四师十二团团长。
中华人民共和国成立后，任新疆骑兵第八师政治委员、第二步兵学校校长、总步兵高级学校战术教授会主任、军事学院训练研究部部长、兰州军区副参谋长。1975年7月5日—1980年，任兰州军区军政干部学校（现在中国人民解放军边防学院）校长；后改任军事科学院战术研究部部长、军事科学院副院长。1964年晋升为少将军衔。1999年8月7日在北京去世，享年83岁。